# Grigorij Gagarin (pisarz)
Grigorij Iwanowicz Gagarin (ros. Григорий Иванович Гагарин) (ur. 1782, zm. 1837) – rosyjski dyplomata, poseł w Rzymie i Monachium, pisarz, tłumacz i poeta.

## Życiorys
Pracownik rosyjskich misji dyplomatycznych w Wiedniu i Konstantynopolu. Od 1807 sekretarz poselstwa w Paryżu. Od 1811 tajny radca stanu. Od 1822 sekretarz misji w Rzymie. Poseł rosyjski w Rzymie od 1827 i w Monachium od 1832.
W 1832 był redaktorem encykliki Cum primum, w której papież Grzegorz XVI potępił uczestników powstania listopadowego.
Jego kuzynem był konwertyta Iwan Gagarin.